# Erik Ullenhag
Erik Jörgen Carl Ullenhag, född 20 juli 1972 i Helga Trefaldighets församling i Uppsala, är en svensk politiker (liberal) som sedan 14 augusti 2024 är Sveriges generalkonsul i New York. Mellan 2020 och 2024 var han Sveriges ambassadör i Israel. Från 2016–2020 var han Sveriges ambassadör i Jordanien. Han var integrationsminister i Fredrik Reinfeldts regering mellan 5 oktober 2010 och 3 oktober 2014. Ullenhag var 2010–2016 Liberalernas andre vice ordförande och har tidigare varit partisekreterare 2006–2010, riksdagsledamot 2002–2006, 2009–2010 och 2013–2016 samt ordförande i Liberala ungdomsförbundet 1997–1999.

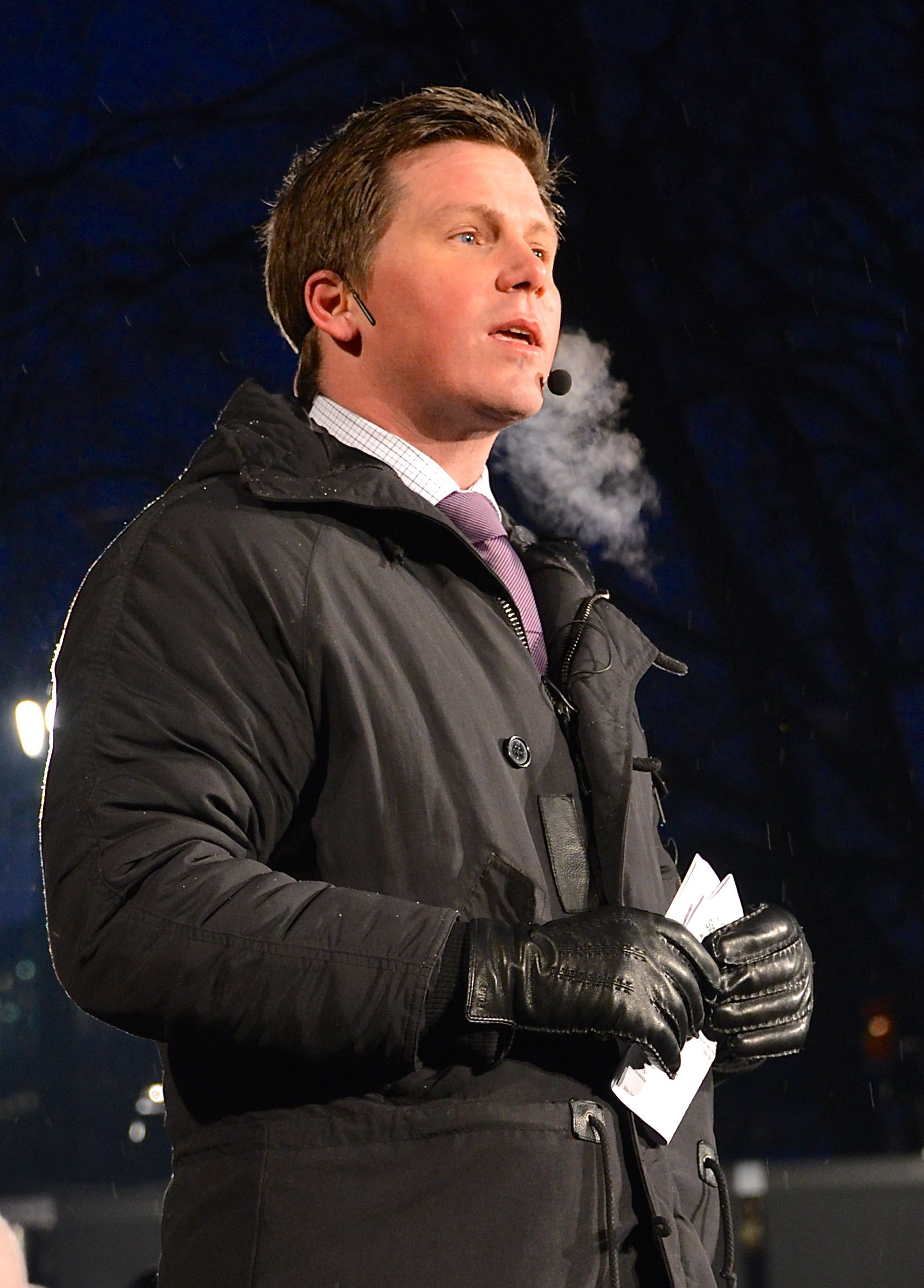
Erik Ullenhag talar på Raoul Wallenbergs torg i Stockholm på Förintelsens minnesdag den 27 januari 2013.

## Biografi
Erik Ullenhag är son till fil. dr  Jörgen Ullenhag, som varit chefredaktör för Upsala Nya Tidning, och professorn i ekonomisk historia Kersti Ullenhag, född Sågvall. Fadern har också varit en framträdande folkpartipolitiker och satt i riksdagen 1975–1985.
Ullenhag gick naturvetenskaplig linje på Katedralskolan i Uppsala och efter juris kandidatexamen vid Uppsala universitet har han tjänstgjort som bland annat tingsnotarie. Innan han valdes in i Sveriges riksdag 2002 arbetade han vid Utrikesdepartementet i Stockholm.
Ullenhag har tidigare varit såväl socialpolitisk som integrationspolitisk talesman för folkpartiet och länsförbundsordförande för folkpartiet i Uppsala läns valkrets. I valet 2006 förlorade Ullenhag sitt riksdagsmandat då Cecilia Wikström med hjälp av personröster tog folkpartiets enda mandat i valkretsen. Han återfick dock mandatet efter att hon valdes in i Europaparlamentet 2009.
Den 10 oktober 2006 utsågs Ullenhag till ny partisekreterare för folkpartiet, efter att den tidigare partisekreteraren Johan Jakobsson hastigt fick avgå till följd av den så kallade spionaffären i den svenska valrörelsen 2006. Han kvarstod på den posten tills efter riksdagsvalet 2010, då han utsågs till ny integrationsminister. Våren 2011 valdes han även till länsförbundsordförande för Folkpartiet i Stockholms län.

## Erik Ullenhag som politiker
Ullenhag anses tillhöra den klassiskt socialliberala falangen inom Folkpartiet,[källa behövs] vilket bland annat tagit sig uttryck i ett engagemang i invandrings- och flyktingfrågor, minoriteters rättigheter och jämställdhet. Han har också, ur socialliberal utgångspunkt, försvarat den svenska välfärdsmodellen med generella välfärdssystem och inkomstbortfallsgaranti, och har även öppet kritiserat andra borgerliga partier för att inte försvara dessa principer tillräckligt.
Som ungdomspolitiker och LUF-ordförande engagerade sig Ullenhag bland annat i frågan om globalisering, och uttryckte en starkt positiv syn på globalisering och ekonomisk tillväxt.[källa behövs] Han föreslog också reformer av socialbidraget för att uppmuntra bidragstagare att arbeta,[källa behövs] kritiserade "de små stegen mot övervakningssamhället"[källa behövs] och tog ställning för homosexuellas lika rättigheter.[källa behövs] Några av dessa frågor utvecklas i debattboken Myten om det liberala Sverige (skriven tillsammans med Andreas Bergh, Ekerlids 1999).[källa behövs]
Efter invalet i riksdagen 2002 blev Ullenhag Folkpartiets migrationspolitiske talesperson och drev på för en reform av det dåtida asylsystemet, där asylsökande fick sina ansökningar behandlade utan möjlighet till domstolsprövning. I en debattartikel i Dagens Nyheter ifrågasatte han också om Moderaterna behövdes som eget parti, och föreslog att liberalt inriktade moderater i stället borde söka sig till ett breddat folkparti.
Mer känd för en bredare allmänhet blev han då han våren 2004 tog öppen strid mot sin egen partiledare Lars Leijonborg i frågan om så kallade övergångsregler för medborgare från de nya EU-staterna. Medan Leijonborg förespråkade övergångsregler för personer vars knytning till arbetsmarknaden var alltför svag, var Ullenhag helt emot nya övergångsregler. När Leijonborgs linje fick majoritet i riksdagsgruppen avgick Ullenhag som talesperson i frågan, och röstade också emot partilinjen i riksdagen.
Ullenhag övergick senare till att bli socialpolitisk talesperson, och arbetade i den rollen bland annat för att skärpa lagstiftningen mot åldersdiskriminering. Som partisekreterare och därefter har han bland annat lett flera arbetsgrupper inom Folkpartiet för att utveckla partiets arbetsmarknadspolitik.
I en debattartikel i Sydsvenskan den 9 mars 2011 kritiserade han debattklimatet i Danmark om invandring och nämnde särskilt "den hårda attityden mot islam, med politiska kampanjer som varnar för ett diffust hot från muslimska våldtäktsmän och burkaklädda bidragstagare. Vi har alla ett ansvar att se till att vi inte får ett motsvarande debattklimat i Sverige." Den 6 maj samma år presenterade Ullenhag direktiven till en ny statlig utredning om effektivare arbete mot främlingsfientlighet och liknande former av intolerans. Enligt Erik Ullenhag handlar det om att man i skolan ska ”vaccinera människor mot värderingar som riskerar att göra Sverige både kallare och hårdare”.
I en debattartikel på DN debatt den 19 december 2011 berättade Ullenhag att han ville motverka det han kallar "mytbildning runt invandringen", och publicerade en lista på regeringens hemsida, inledningsvis under rubriken "Vanliga nätmyter om invandrare och minoriteter". Satsningen fick mycket kritik i olika media. Kritiken handlade främst om att Ullenhags argument ansågs vara osakliga och vilseledande men även om att regeringens hemsida ansågs användas för att föra ut partipolitiska åsikter som om de vore fakta. Ullenhag blev anmäld till riksdagens konstitutionsutskott.[uppföljning saknas]
Den 28 maj 2019 meddelade Erik Ullenhag att han kandiderade till partiledare för Liberalerna. Ullenhag drog sig ur partiledarvalet efter att valberedningen hade valt att nominera Nyamko Sabuni till partiets nya ledare.